# What Happens in Vegas
What Happens in Vegas är en amerikansk romantisk komedi från 2008 utgiven av 20th Century Fox i regi av Tom Vaughan med Cameron Diaz och Ashton Kutcher i huvudrollerna och hade Sverigepremiär den 9 maj 2008. Filmens titel kommer av den engelska frasen "What happens in Vegas, stays in Vegas" (Det som händer i Vegas, stannar i Vegas).

## Handling
Jack har precis fått sparken och Joy har blivit dumpad. De har aldrig träffats förr men vaknar upp efter en blöt kväll i Las Vegas och upptäcker att de gått och gift sig. Saken blir värre när de tillsammans vinner storvinsten på jackpot. Den ena fantasifulla jävligheten följer nu på den andra då de båda försöker komma ur äktenskapet och få pengarna för sig själva. Domstolen beslutar att de ska jobba på sitt äktenskap i sex månader och sedan avgöra saken.

## Rollista
- Cameron Diaz som Joy McNally
- Ashton Kutcher som Jack Fuller
- Queen Latifah som Dr. Twitchell
- Rob Corddry som Jeffrey "Hater" Lewis
- Lake Bell som Toni "Tipper" Saxson
- Michelle Krusiec som Chong
- Dennis Miller som Judge Whopper
- Dennis Farina som Richard Banger
- Jason Sudeikis som Mason
- Zach Galifianakis som Dave the bear

## Utgivning
Filmen hade världspremiär på Odeon vid Leicester Square i London. Den hade en stor premiär i USA och andra delar av världen 9 maj 2008.